# Cartas escritas en Suecia, Noruega y Dinamarca

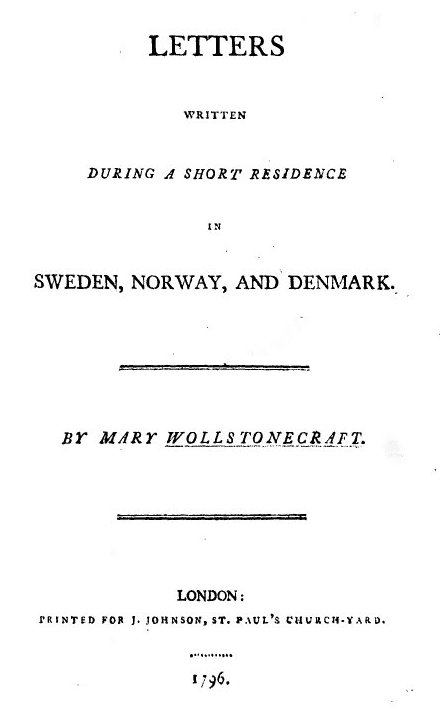
Título, en la página principal de la primera edición de Cartas escritas en Suecia, Noruega y Dinamarca (1796).

Cartas escritas durante una corta estancia en Suecia, Noruega y Dinamarca (1796) 	
es un libro de viajes profundamente personal escrito en el siglo XVIII por Mary Wollstonecraft. En veinticinco cartas se aborda una amplia gama de temas, a partir de reflexiones sociológicas en Escandinavia y de sus pueblos a cuestiones filosóficas acerca de la identidad. Fueron publicadas por el afamado editor Joseph Johnson, y son el último trabajo que Wollstonecraft escribió antes de fallecer.
Wollstonecraft emprendió un viaje por Suecia, Noruega y Dinamarca con el fin de recuperar un barco que transportaba un tesoro que pertenecía a Gilbert Imlay, con la esperanza de que durante el mismo consiguiera restablecer sus tensas relaciones. Sin embargo, a lo largo de los tres meses que pasó en Escandinavia, se dio cuenta de que Imlay no tenía la intención de renovar la relación. Las cartas que componen el texto, están extraídas de su diario y de las misivas que envió a Imlay, y en ellas se reflejan la rabia y melancolía que sentía por sus reiteradas traiciones. Cartas escritas en Suecia, es así tanto un libro de viajes como un libro de memorias.
Usando la retórica de lo sublime, Wollstonecraft exploró la relación entre el yo y la sociedad en el texto. Valoró la experiencia subjetiva, sobre todo en la relación con la naturaleza, defendiendo la liberación y la educación de la mujer, e ilustrando los efectos perjudiciales sobre el comercio en la sociedad.
Cartas escritas en Suecia, fue el libro más popular de Wollstonecraft de la década de 1790, alcanzando éxito de crítica y público. Su futuro marido, el filósofo William Godwin escribió: "Si alguna vez hubo un libro calculado para que un hombre se enamorase de su autora, me parece que es este." La obra influenció a poetas románticos como William Wordsworth y Samuel Taylor Coleridge, que se inspiraron en su temática y estética. Si bien al principio el libro inspiró a los lectores a viajar a Escandinavia, su popularidad decaería después de que en 1798 Godwin publicase Memorias del autor de una vindicación de los Derechos de la Mujer revelando la poco convencional vida privada y ortodoxa de Wollstonecraft.

## Antecedentes biográficos

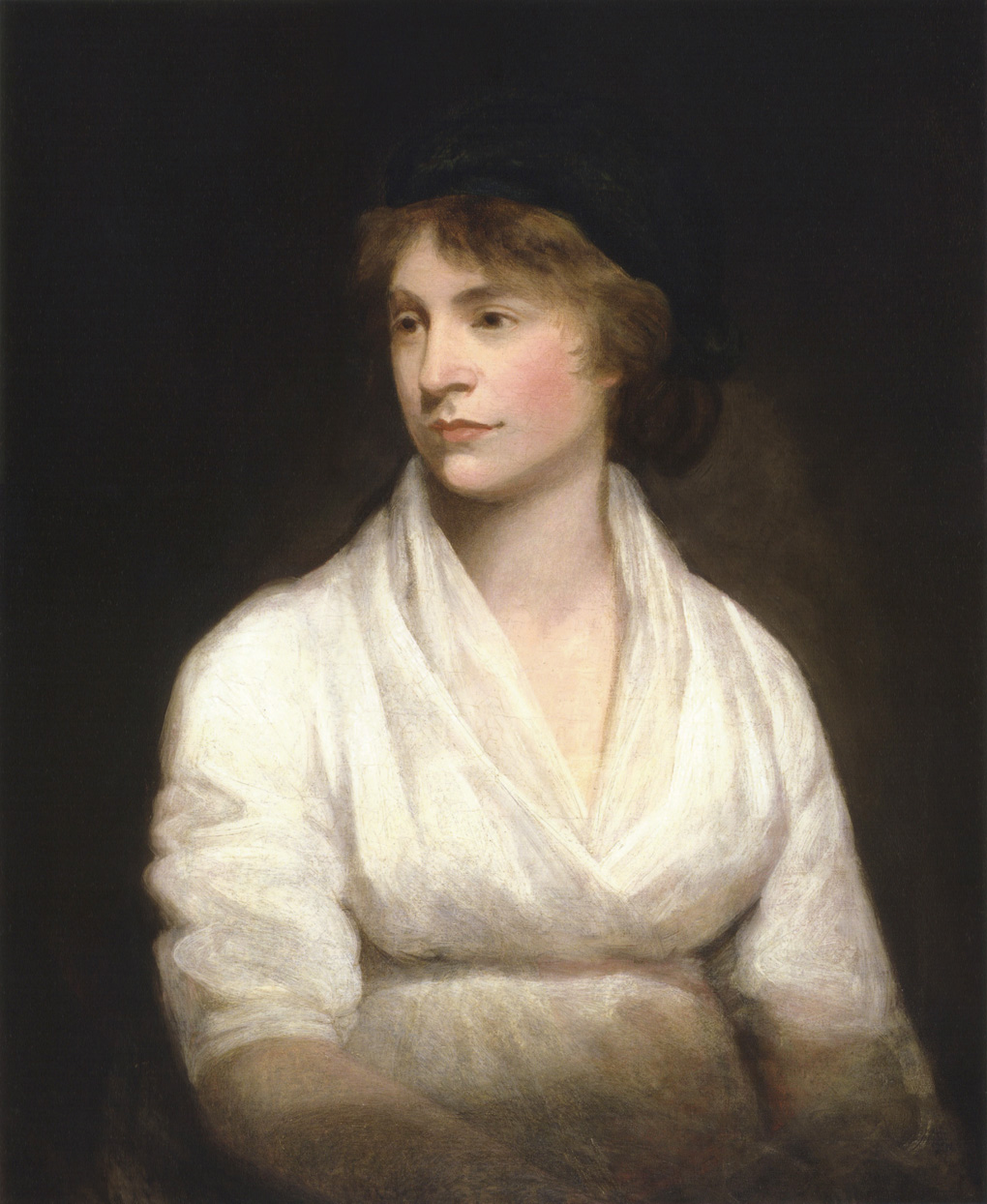
Mary Wollstonecraft, retratada por John Opie. (1797)

En 1790, a la edad de treinta y un años, Wollstonecraft hizo una espectacular entrada en el escenario público con Vindicación de los derechos del hombre, una obra que ayudó a propulsar el folleto de guerra británico durante la Revolución francesa. Dos años más tarde publicó lo que se convirtió en su obra más famosa, Vindicación de los derechos de la mujer. Deseosa de ver la revolución de primera mano, se mudó a Francia durante unos dos años, pero regresó en 1795 tras el aumento de la violencia revolucionaria y por el amante que conoció ahí, el americano aventurero Gilbert Imlay, la abandonó junto a su hija ilegítima, Fanny Imlay. En mayo, poco después de su regreso a Gran Bretaña, intentó suicidarse, pero Gilbert logró salvarla. 
Un mes después de intentar suicidarse decidió emprender el largo y traicionero viaje de vuelta a Escandinavia, con el fin de resolver las dificultades del negocio de Gilbert, pero éste no sólo estuvo plagado de peligros (al ser una mujer viajando sola en tiempos de guerra), sino que también sintió dolor e ira. Al principio pensó que al retornar resucitaría su relación amorosa con Gilbert, pero finalmente se convenció de que estaba sentenciada, sobre todo después de que su amante incumpliese las promesas que le había hecho en Hamburgo, por lo que su desesperación aumentó conforme el viaje avanzaba.
Al regresar a Gran Bretaña en septiembre, trató de suicidarse por segunda vez ahogándose en las aguas del Támesis, pero fue rescatada por un extraño. Su íntimo amigo y afamado editor Joseph Johnson publicó en enero de 1796 Cartas escritas en Suecia, las cuales dibujaron el material de su viaje, así como las cartas que envío a Imlay durante los tres meses de gira. Escrito después de los dos actos de suicidios cometidos por la señorita Wollstonecraft, Cartas escritas en Suecia se concentra frecuentemente en el tema de la "muerte"; recreando su estado mental mientras se encontraba en Escandinavia y describiendo una nota de suicidio dirigida a Imlay a pesar de que nunca lo nombra en el texto publicado. Las cartas fueron el último trabajo que Wollstonecraft publicó en su vida antes de fallecer durante el parto de su hija un año después.

### El viaje a Escandinavia y los intereses comerciales de Imlay
Aunque durante sus viajes apareció como una turista en Cartas escritas en Suecia, en realidad llevaba a cabo delicadas negociaciones en nombre de Imlay. Durante casi doscientos años, existió certidumbre respecto a su retorno a Escandinavia, pero en el decenio de 1980 el historiador Per Nyström descubrió el motivo en archivos suecos y noruegos que arrojaron a la luz el propósito de su viaje. El orador puso de manifiesto que Wollstonecraft había ido en busca de un buque que le habían robado a Imlay junto a su cargamento y que él la había autorizado a dirigir sus negocios, haciéndolo constar en documentos legales como "Sra. Mary Imlay, mi mejor amiga y esposa", aunque no estaban casados.

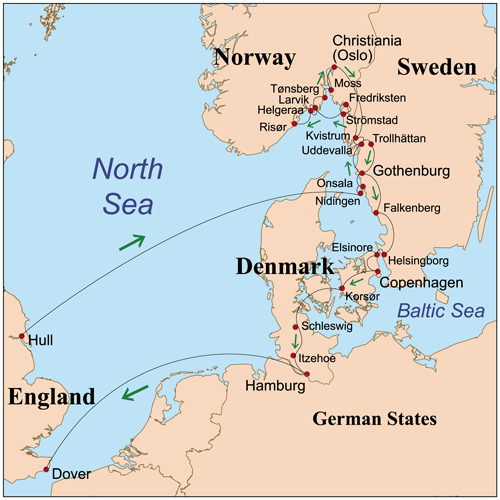
Ruta de Wollstonecraft.

Los intrínsecos detalles de las relaciones comerciales de Imlay se establecen con claridad por Nyström. El 18 de junio de 1794, Peder Ellefsen, que pertenecía a una rica e influyente familia de Noruega, compró un barco a los agentes comerciales de Imlay llamado La libertad en El Havre, Francia. Posteriormente se supo que Ellefsen no se convirtió en el propietario oficial del buque, sino que hizo una Pro-forma de venta en nombre de Imlay. Renombrando al buque como Maria Margarita (presumiblemente en nombre de su esposa y de su criada Margarita), el Consulado Danés en Le Havre lo certificó de tal manera que pudiese pasar a través del Bloqueo Británico-Francés, (Imlay era un corredor de bloqueos) Transportando vajillas de borbón de oro y plata, el buque navegó ondeando bandera danesa desde Francia hasta Copenhague el 20 de agosto de 1794. Aunque Ellefsen supuestamente ordenó al buque continuar hacia Gotemburgo, nunca se llegó a su destino. Imlay emprendió una serie de infructuosos intentos de localizar el barco y su valiosa carga y entonces envió a Wollstonecraft a negociar un acuerdo con Ellefsen, el cual había sido detenido por el robo del buque y de su contenido. El éxito o el fracaso de Wollstonecraft en las negociaciones es desconocido, así como el destino final del buque y su tesoro.
Para participar en estas negociaciones, Wollstonecraft viajó primero a Gotemburgo, donde permaneció durante dos semanas. Dejando a Fanny y a su ahijada Marguerite atrás, se embarcó hacia Strömstad, donde dio un breve rodeo para visitar la Fortaleza de Fredriksten y luego procedió hacia Larvik en Noruega. Desde allí viajó a Tønsberg, donde se hospedó tres semanas. También visitó Helgeraa, Risør y Kristiana (Hoy Oslo) y regresó por la vía de Strömstad y Gotemburgo, donde recogió a Fanny y a Marguerite de nuevo. Regresó a Inglaterra a través de Copenhague y Hamburgo, para finalmente aterrizar en Dover en septiembre de 1795, tres meses después de haber dejado su país de origen.

## Estructura, género y estilo
Cartas escritas en Suecia consiste en veinticinco cartas que tratan una amplia gama de temas políticos polémicos, como la reforma penitenciaria, los derechos sobre la tierra, las leyes de divorcio, así como temas menos controvertidos, tales como la, recolección de sal y algunos puntos sublimes. Los comentarios políticos de la escritora extienden las ideas que presentó en Una vista historial y moral de la Revolución francesa(An Historical and Moral View of the French Revolution) (1794); su debate de la reforma penitenciaria estaba compuesto, por ejemplo, de sus propias experiencias en la Revolución francesa, y de las de sus amigos, muchos de los cuales fueron encarcelados. Aunque a primera vista Cartas escritas en Suecia parece ser un libro de viajes, es en realidad un "híbrido genérico". Sin embargo, algunos eruditos no concuerdan con la naturaleza de esta hibridez. Algunos hacen hincapié en la autora a una fusión del viaje con la autobiografía o las memorias (una palabra usada por Mary en el libro del anuncio), mientras que otros lo ven como un viaje cum de una novela epistolar. El texto, revela los procesos del pensamiento de Wollstonecraft, la perfección, las corrientes de reflexiones autobiográficas, de reflexiones sobre la naturaleza y hasta teorías políticas. Sin embargo, se unifica por dos hilos: la primera consiste en su argumento en cuanto a la naturaleza y el progreso de la sociedad; la segunda, su creciente melancolía. Aunque Wollstonecraft aspiró a escribir como un filósofo, la imagen de su sufrimiento dominó completamente su escrito.

### Viaje narrativo: "El arte de pensar"

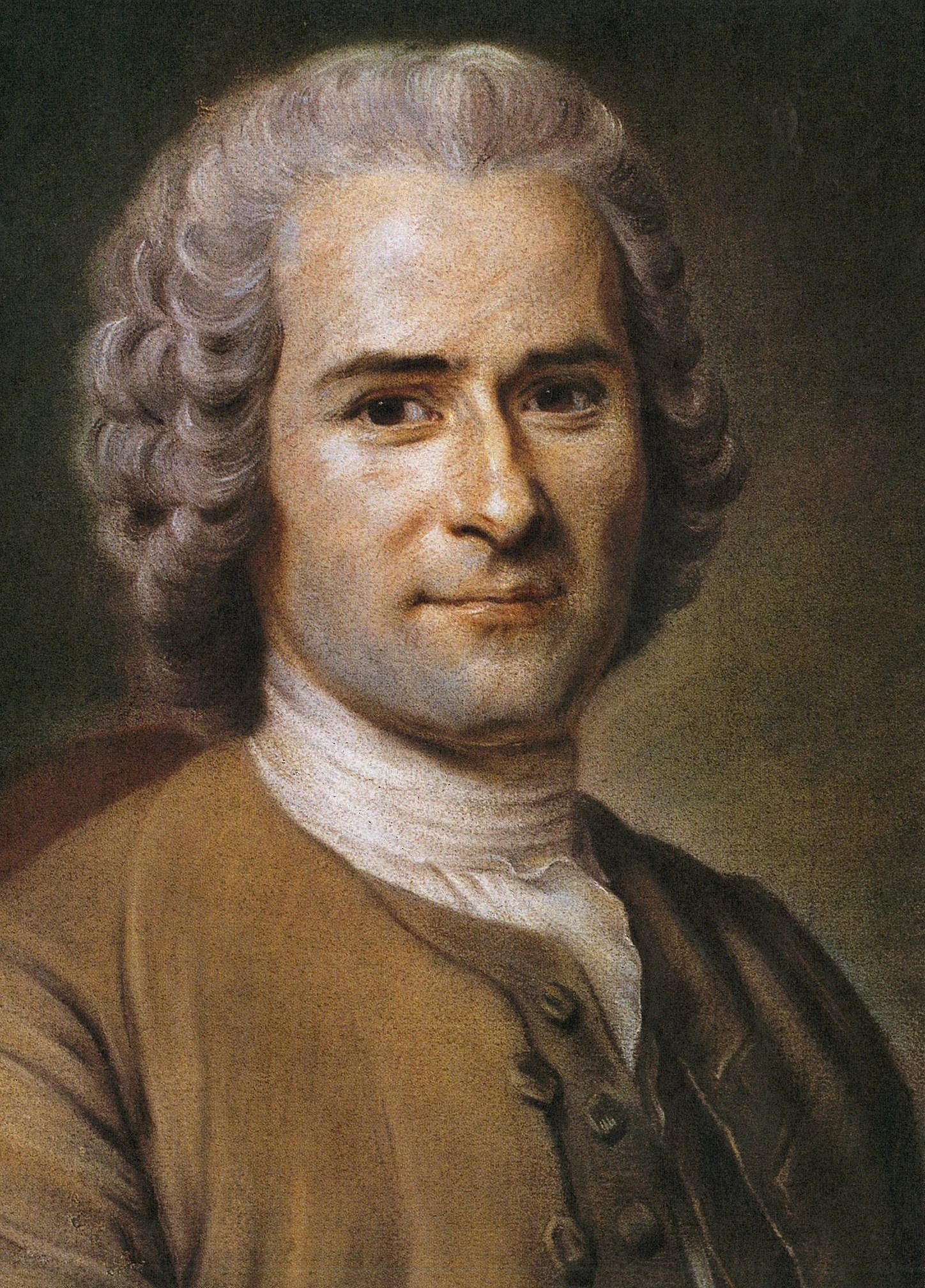
Maurice Quentin de La Tour.

La mitad de la "hibridez genérica" de Cartas escritas en Suecia es la narrativa epistolar del viaje. La concepción de la autora sobre este género estaba en forma de narrativas de viaje empíricas y morales del siglo XVIII, en particular Oliver Goldsmith El Aventurero, o Un Prospecto de la Sociedad (1764), Laurence Sterne Viaje Sentimental (1768), Samuel Johnson Un viaje al este de las Islas Escocesas (1775), James Boswell Un viaje a Hebrides (1785) y Arthur Young son ejemplos de libros de viaje. Después de revisar veintecuatro libros de viaje para Joseph Johnson en el Analytical Review, Wollstonecraft se encontró bien versada en el género. Esta extensa lectura solidificó sus ideas de lo que constituía un buen libro de viaje: en un comentario, afirmó que los escritores de viajes deben tener "algunos puntos de vista decididos, un gran objeto de búsqueda, concentrando sus pensamientos, y conectando sus reflexiones" y que sus libros no deberían ser "aburridos con observaciones sin interés, o que los pensamientos en la mente del escritor deben estar en conjunto". Sus comentarios también detallan descripciones de personas y lugares, sobre reflexiones de la historia, y la insaciable curiosidad del viajero.
"El arte de viajar es sólo una rama del arte de pensar" cita escrita por Mary Wollstonecraft. Su viaje y sus observaciones al respecto no son únicamente sentimentales sino también filosóficas. Ella usó los dos modos para continuar una crítica en las funciones que ofrecía la mujer y el progreso de la civilización que había esbozado en Vindicación de los derechos del hombre (1790), Vindicación de los derechos de la mujer (1792) y Una histórica y moral vista de la Revolución francesa. Tras la revuelta de convenciones políticas e históricas, Wollstonecraft atrajo el interés del estudioso Gary Kelly el cual llamó "feminismo revolucionario" al nuevo género que había sido considerado generalmente el ámbito de los escritores varones, transformando el género del viaje narrativo "mezclando hechos objetivos e impresiones individuales... en una lógica revelación autobiográfica". Como autora de Cartas escritas en Suecia escribió, el libro en "nada menos que una revolución de los géneros literarios"; su sublimidad, expresada a través de escenas de intenso sentimiento, hizo "un nuevo estado de riqueza y de retórica emocional" deseable en la literatura de viajes.
Un estudioso ha llamado a Wollstonecraft "una completa viajera apasionada". Su deseo de ahondar en la experiencia y plenamente en cada momento del tiempo fue fomentada por las obras de Jean-Jacques Rousseau en particular su obra Ensoñaciones del paseante solitario (1782). Varios temas de Rousseau aparecen en Cartas escritas en Suecia, tales como "la búsqueda de la fuente de la felicidad humana, el pleno rechazo de los bienes materiales, el profundo abrazo de la naturaleza y el papel esencial en el sentimiento de la comprensión". Sin embargo, en última instancia, Rousseau rechaza a la sociedad, lo cual Mary hace al revés celebrando la domesticidad y el progreso industrial del pueblo.

### Cartas
En una de las más influyentes interpretaciones de Cartas escritas en Suecia, Mary Favret argumentó que las cartas de Wollstonecraft no sólo deben ser consideradas como correspondencia personal, sino también como correspondencia comercial, un género que había sido ideológicamente dudoso para ella. Según Favret, Wollstonecraft intentó recuperar el género impersonal de la empresa y de las cartas combinándolo con un significado personal. Una manera en que hace esto es a través de un amplio uso de "imaginativas" por escrito que obliga al lector a convertirse en un participante de los sucesos narrados.
Favret también señaló que Cartas escritas en Suecia de su autora es muy diferente a las descorazanadas y destructivas cartas de amor que realmente enviaba a Imlay; el libro de viajes se asemeja de gran manera a la revista personal en la que se grababan sus pensamientos en relación con la gente que había encontrado en los lugares que ella visitó. Si bien sus cartas a largo contienen palabras en las que se centró exclusivamente en sí misma, su obra ofrece un comentario social y se solidariza con las víctimas del desastre y la injusticia. Para Imlay, Wollstonecraft era como el lugar para deshacerse de las dudas, pero para el mundo ella representaba a sí misma como la superación de todos estos temores. Ella rumía sobre ellos y se transformaba en la base de una carta similar a la carta abierta política y popularmente durante el último cuarto del siglo XVIII, utilizando su experiencia personal como la base para un debate de la reforma política nacional.

### Autobiografía
Fuertemente influida por Rousseau, franca y reveladoramente en Confesiones (1782), Wollstonecraft deja al descubierto su alma en su obra detallando no solo su físico sino también su estado psicológico. Sus revelaciones personales, al igual que el de otras mujeres autobiográficas, se presentan como, "auto-revelaciones impremeditadas" y, que a menudo, parecen ser "menos directas". Sin embargo, como estudioso Mitzi Myers ha dejado en claro:

Wollstonecraft arregla sus cartas utilizando este estilo de escritura para articular un marco estable y comprensible libremente para el lector.

Ella confiaba cada vez más en su capacidad como escritora, controló la narración y su efecto sobre los lectores en un grado no correspondiente a sus obras anteriores. Ella transformó los dolores de su viaje, en la disolución de la relación con su amante, en el material de apertura de la obra.

### Sublimidad

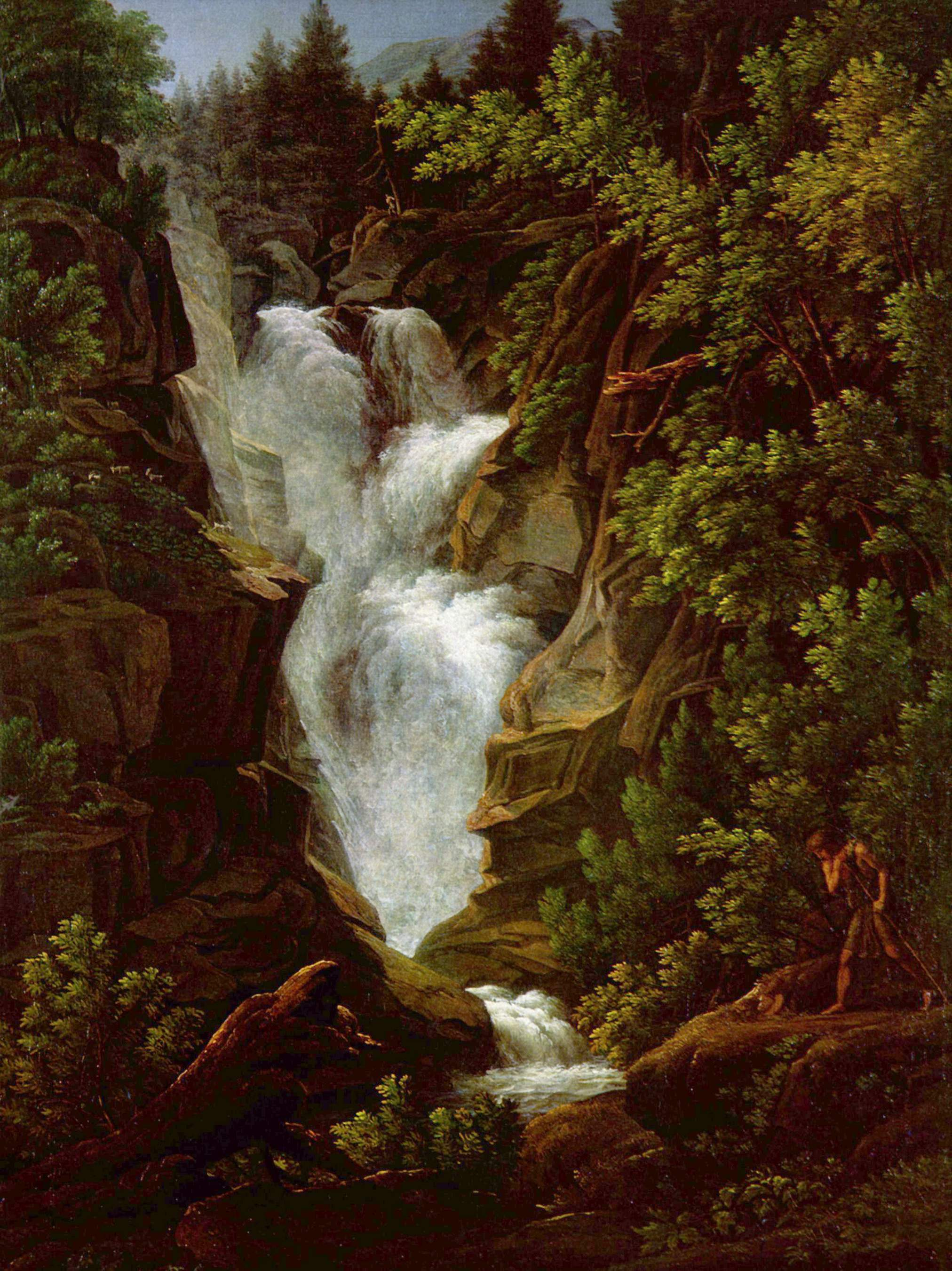
"Cascada" por Joseph Anton Koch.

Wollstonecraft se basó ampliamente en el idioma de la sublimidad en su libro. Ella se inspiró en los temas centrales de Indagación filosófica sobre el origen de nuestras ideas acerca de lo sublime y de lo bello(1757) de Edmund Burke. Los privilegios de la sublimidad de Burke (Se asocian con la masculinidad, terror, pavor, y la fuerza) a lo largo de la hermosa obra (que se asocia con la feminidad, la pasividad, delicadeza y debilidad), mientras que los lazos de Wollstonecraft se asocian con la sublimidad, la esterilidad y la bella fertilidad. Para ella, la belleza está conectada con la maternidad; este cambio estético es evidente, por ejemplo, en los muchos capítulos del libro se centra en el vínculo afectivo entre ella y Fanny, su hija. Por lo tanto, las reclamaciones de la categoría femenina en la "belleza" se asemejan con lo más virtuoso y útil de la mujer: como madre.
Wollstonecraft también revisó las convencionales negativas entre lo sublimidad y la muerte; pensamientos de muerte, impulsados por una cascada, por ejemplo, considerando la posibilidad de renacimiento e inmortalidad con lo cita:

Llegando a la cascada, o más bien a las cataratas, el rugido de ellas tiene un largo tiempo anunciando su territorio, mi alma se apresuró por las caídas de ese tren tan lleno de vagones con reflexiones. El impetuoso rugido repuntando las torrentes cavidades de la oscuridad que burlaban la exploración de los ojos, produciendo una actividad igual en mi mente: mis pensamientos se iban de la tierra al cielo, y me pregunté por qué yo estaba encadenada a la vida y a su miseria? Siguen siendo un montón de emociones en esta sublimidad, fueron placenteras, y, viendo que mi alma rosa, con renovada dignidad, por encima de sus cuidados -sostiene a la inmortalidad- me parecía imposible detener la corriente de mis pensamientos, pero como siempre... una variación, que sigue siendo la misma, antes que yo... mi torrente- estiro mi mano para toda la eternidad, saltando sobre el punto oscuro de la vida que aún va a venir.

Al igual que en sus otras manipulaciones del lenguaje de la sublimidad, este pasaje es también en gran medida debido a las complicaciones de este género. Como un estudioso dice, "porque Wollstonecraft es una mujer que se ve obligada por la condición jurídica y social a las restricciones impuestas a su sexo femenino en el Siglo XVIII, que sólo puede contemplar la autonomía de cualquier forma después de la muerte".

## Temas

### Razón, sentimiento e imaginación

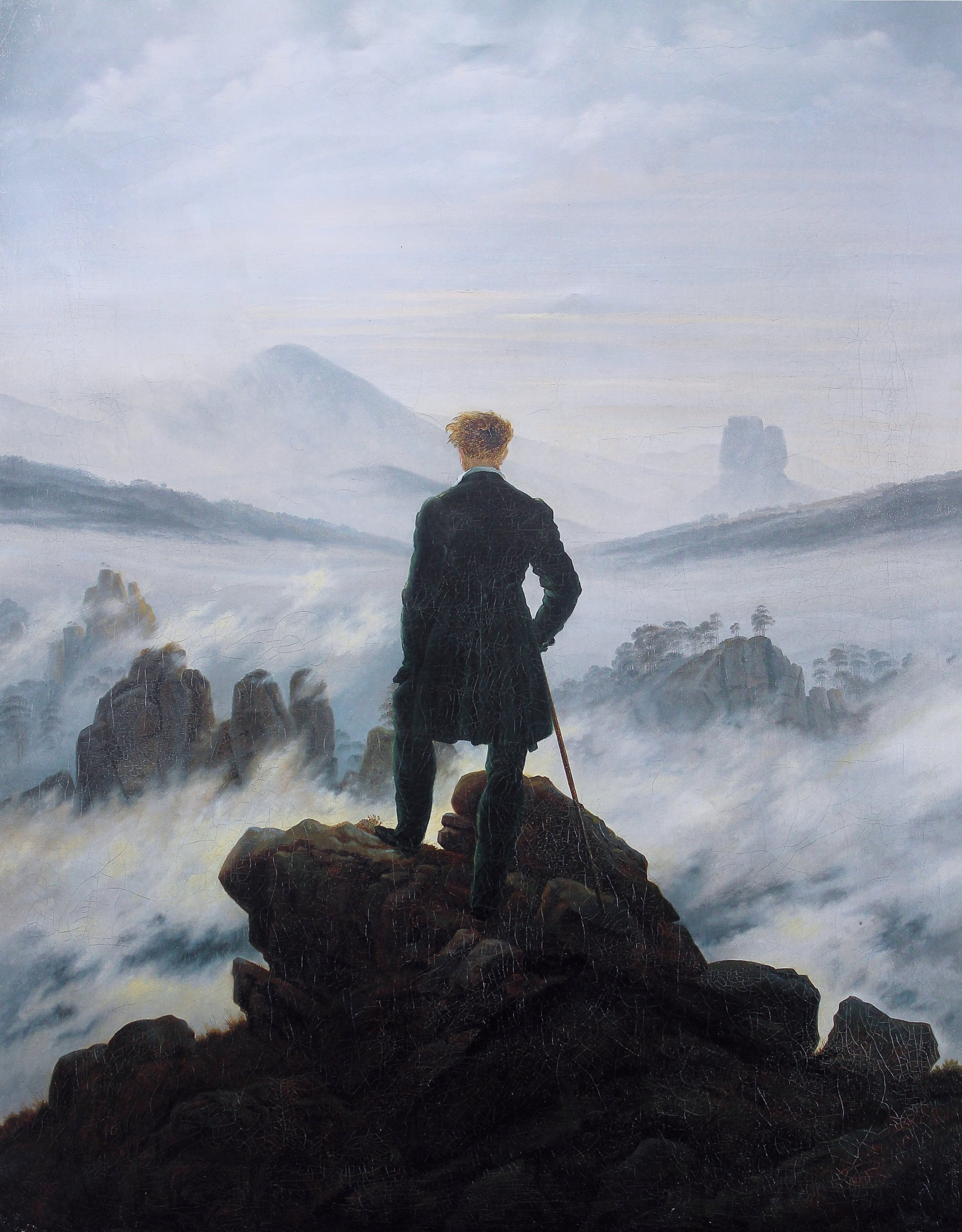
Caspar David Friedrich, El caminante sobre el mar de nubes, (1818).

A menudo clasificada como parte de los filósofos racionalistas, Wollstonecraft demostró su compromiso y su reconocimiento en favor de su obra. Ella sostuvo que las experiencias subjetivas, como las emociones trascendentes son impulsadas por la sublimidad y por la belleza, poseyendo un valor igual que al objetivo de descubrir verdades a través de la razón. En sus obras anteriores, la razón era lo primordial, porque permitía el acceso a verdades universales. En el escrito de Wollstonecraft, la razón sirvió como instrumento para la reflexión, el equilibrio entre la experiencia sensual del mundo y la noción abstracta de la verdad (no necesariamente la verdad universal). La maduración no es solo la adquisición de la razón, la opinión de Wollstonecraft no había sido únicamente confirmada en Historias originales de la vida real (1788), sino también en una comprensión de cuándo y cómo confiar en las emociones de uno.
En relación, las teorías de la razón, imaginación y sentimiento de Wollstonecraft estuvieron estrechamente unidas. Algunos estudiosos sostienen que Wollstonecraft utilizaba la imaginación para liberar su "yo" interior, especialmente el "estilo libre femenino", el cual le permitía vislumbrar las funciones para las mujeres fuera de los límites del pensamiento tradicional del siglo XVIII ofreciendo una manera de articular nuevas ideas. En contraste, otros consideran que Wollstonecraft hizo hincapié en el poder de la imaginación perjudicándola, encarcelando a si su "deseo burgués" que nunca pudo abarcar realmente la socialidad.

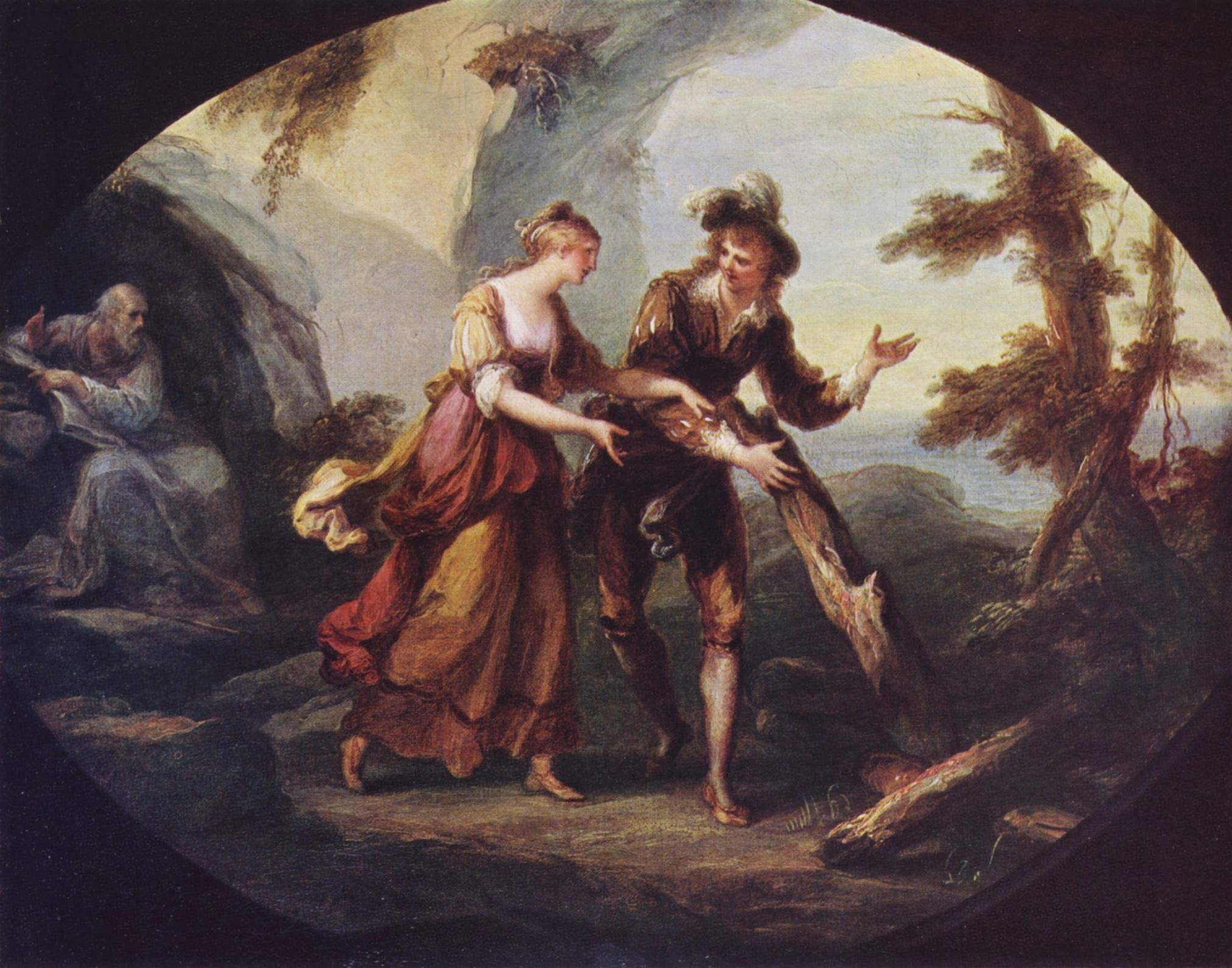
The Tempest, la obra de teatro de Shakespeare, que dio la imaginación y facultad de reformar la sociedad.

Favret también argumentó que Wollstonecraft utilizó la imaginación para conciliar "la comprensión masculina" y "la sensibilidad femenina". Los lectores debieron imaginar el "trabajo" durante la lectura: sus esfuerzos de salvar descendente sentimentalismo, así como ser atraídos a la especulación comercial. Aún más importante, los lectores se convirtieron en los narradores de la historia. El idioma que Wollstonecraft exigía para participar en la "introducción" era:

Que "el rescate de la escritora villano;» que «acompaña a su dolor en el vuelo. . . Con los lectores de 'cooperación y al escritor invierten la norma de empistolar la introducción: aquí la heroína se libera a sí misma por el rechazo de su corresponsal y abraza al mundo desde afuera del círculo interno"

Al dar a la imaginación y a la facultad de reformar la sociedad (una potencia sugerida a través de numerosas alusiones a Shakespeare en La Tempestad) Wollstonecraft revela que ella se ha convertido en una escritora romántica.

### Individualidad y sociedad
Totalmente el libro de Wollstonecraft consideró la relación entre la sociedad y el individuo. Si bien sus obras anteriores se concentraron en gran parte en los fallos de las responsabilidades de la sociedad, en este trabajo ella vuelve de adentro, argumentando explícitamente el valor de la experiencia personal. En el anuncio por el trabajo, publicado también como un prefacio, explica su papel como el "héroe" del texto:

En estos escritos de cartas desganados, he encontrado que no pude evitar estar continuamente con la primera persona - "el pequeño héroe de cada cuento." He intentado corregir este error, si es uno, ya que fueron diseñados para su publicación, pero en proporción que me organizaron mis pensamientos, mi carta, me pareció, se fue convirtiendo cada vez en algo más rígido y afectado: Yo, por lo tanto, he decidido dejar que mis observaciones y reflexiones fluyan libremente, como ya he percibido que yo no podía dar una solución justa a la descripción de lo que vi, el efecto relativo en diferentes objetos habían producido algo en mi mente y mis sentimientos, mientras que la impresión es aún fresca.

A lo largo del libro, Wollstonecraft enlazo su propio viaje psíquico y de maduración para el progreso de las civilizaciones y naciones, al igual que la de los individuos, ella sostiene y describe al estudioso Polvey como, "un colectivo" comprendiendo por ello "que evoluciona orgánicamente, madurando poco a poco en sus frutos". Sin embargo, Wollstonecraft todavía opina en las tragedias de la civilización como trabajadora es su preocupación, individualmente o tragedias ficcionarias, lo que sugiere es que, para ella, la simpatía es el meollo de las relaciones sociales:

Entonces me considerado yo como una ruptura de partícula de la gran masa de la humanidad; - Yo estaba sola, hasta que algunos simpatizantes involuntariamente a emoción, al igual que la atracción de adherencia, me hicieron sentir que yo era todavía parte de un poderoso conjunto, a partir de la cual No podía romper yo! - no es así, tal vez, para la reflexión se ha llevado muy lejos, por romperse el hilo de una existencia que pierde su encanto en proporción como la cruel experiencia de la vida que se detiene o los venenos actuales para el corazón.

### Naturaleza
Wollstonecraft dedicó importantes porciones de su escrito a las descripciones de la naturaleza y sus respuestas emocionales a la misma. Una de sus tácticas más eficaces es asociar un conjunto de pensamientos y sentimientos con una formación natural, como la cascada paisaje citado más arriba. Naturaleza, asume Wollstonecraft, que es "un punto de referencia común" entre los lectores y ella misma, sus cartas, por lo tanto, deberían generar un sentido de solidaridad social con ellos. Muchas de las cartas contienen esos "mini-románticas expresiones" Wollstonecraft ilustra las ideas con respecto a las conexiones entre la naturaleza, Dios, y el yo. El mundo natural se convierte en "el terreno necesario para la especulación y la esfera fundamental de la experiencia".

### Sexo: "Desventurada mujer! Que es tu destino!"

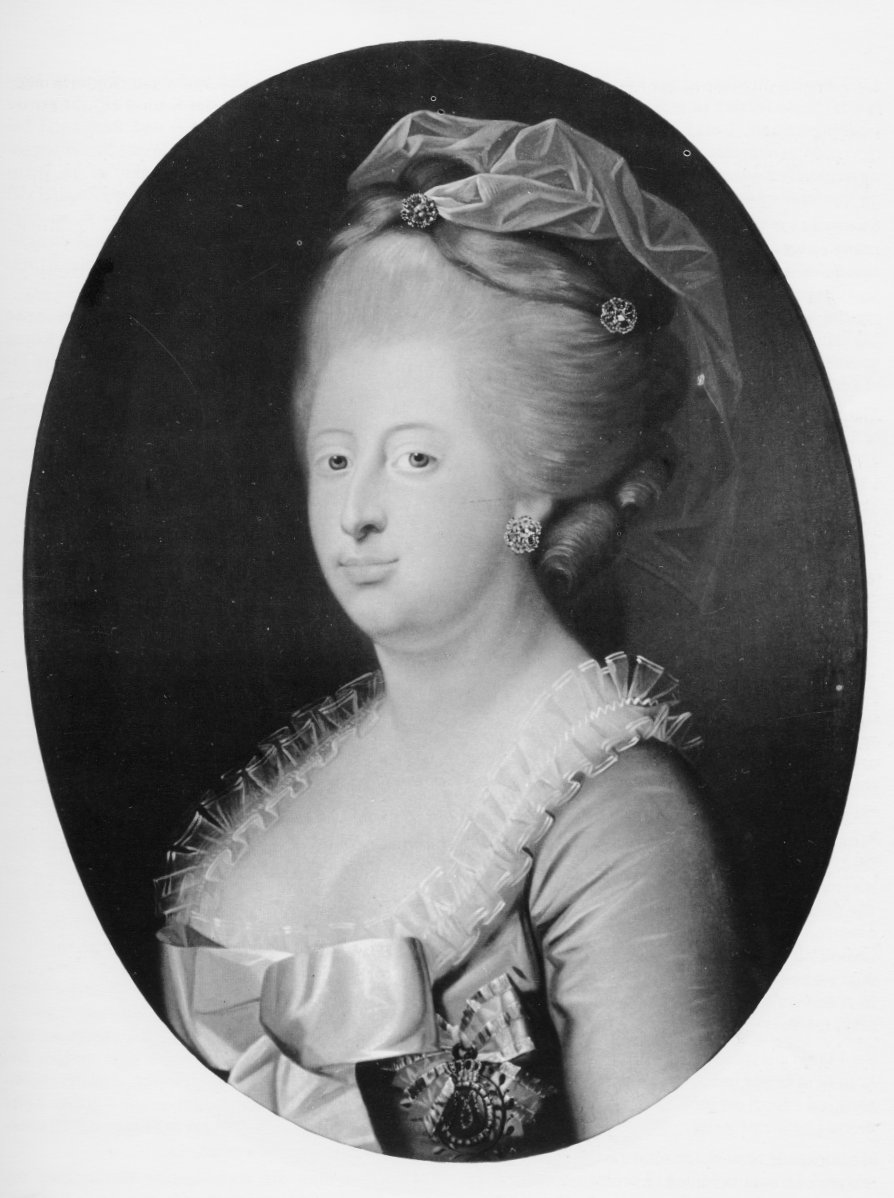
Carolina Matilde de Hannover, por Jens Juel (1771).

Todas las obras de Wollstonecraft, incluyendo Cartas escritas en Suecia, abordan el tema de las preocupaciones de la mujer en el siglo XVIII dentro de la sociedad. Al igual que en trabajos anteriores, ella examinó cuestiones concretas como el cuidado de los niños y las relaciones con el público, pero, a diferencia de sus libros más polémicos, como Pensamientos sobre la educación de hijas (1787), o los derechos de la mujer, este texto hace hincapié en sus reacciones emocionales a la naturaleza y a la maternidad. Sin embargo, ella no se aparta de su interés en promover la educación de la mujer y los derechos. En la Carta 19, explícitamente la más femenina, anticipa a los lectores sobre las críticas: "todavía el tono en el mismo tema, se exclama - ¿Cómo puedo evitar que, cuando la mayoría de las luchas de una azarosa vida ha sido ocasionada por los oprimidos estados de mi sexo?: estamos profundamente en razón, cuando la fuerza se siente." Wollstonecraft llega a la conclusión de que ella siempre ha sido obligada a experimentar el mundo como una mujer que es la característica definitoria de su sentido en sí misma. A través de Cartas escritas en Suecia, Wollstonecraft comenta sobre la precaria posición que las mujeres ocupan en la sociedad. Ella se defiende y se solidariza con Carolina Matilde de Hannover, por ejemplo, que había sido acusada de "libertinaje" por su extramarital asunto durante su matrimonio con el demente Cristián VII. (ella misma había tenido pocos amores ortodoxos y una hija ilegítima.) Wollstonecraft describe el tiempo loco, que también era un reformador social progresista, como una mujer de valor que intentó revolucionar a su país antes de que fuera preparado. Estos son ejemplos de la ira de Wollstonecraft y su creciente desesperación y melancolía. En un momento dado, ella se lamentó el destino que su hija aceptó:

Usted sabe que como una mujer me siento particularmente adjunta a su- Me siento más que una afición de madre y la ansiedad, cuando reflexiono sobre los dependientes y oprimidos estados de su sexo. Yo tengo temor de ser obligada a sacrificar su corazón y sus principios, pero principalmente su corazón. Con la mano temblando voy a cultivar la sensibilidad, valorando la delicadeza de sus sentimientos, no sea que, si bien se prestan a ruborizar la fresca rosa, yo afine las espinas que la herida de madre quisiera guardar- Me aterroriza desarrollar su mente, para que no se deban emitir cosas no aptas para el mundo en el que ella habita- Desventurada mujer! lo que es tu suerte!

La ira y la frustración de Wollstonecraft se otorga a la condición de la mujer que le obliga a definir a sí misma en antítesis las imágenes convencionales de la feminidad. En la primera carta que anuncia con orgullo "la cena de anfitriona claramente que yo era la mujer observada, porque yo pedí las preguntas masculinas" (el subrayado es Wollstonecraft).
Wollstonecraft arrojó a las mujeres como la imaginación productiva del contrapunto destructivo masculino para el comercio, una hazaña que logra principalmente a través de sus cartas. Si bien los Derechos de la Mujer sostuvieron que deben ser "útiles" y "productivas", Cartas escritas en Suecia adopta los valores del espacio doméstico para las más grandes sociedades políticas del mundo.

### Comercio
Aunque Wollstonecraft gastó gran parte de Cartas escritas en Suecia reflexionando sobre la naturaleza y su conexión con la autonomía, una gran parte del texto es en realidad acerca de rebajar los efectos del comercio sobre la cultura. Argumenta, por ejemplo, que el daño causado a Hamburgo y a los mercenarios de Francia y a una cultura cada vez más comercial es mucho mayor que los daños causados por la violencia de la Revolución francesa, escribió que "la espada ha sido misericordiosa, en comparación con las depredaciones hechas en la vida humana por parte de los contratistas, y por el enjambre de langostas que han entablado la pestilencia y se propagan en el extranjero". Wollstonecraft creía que el comercio "atontaba" a la mente y fomentaba una disposición egoísta en sus practicantes. El comercio debe ser, a su juicio, "regulada por las ideas de justicia y la equidad y debe estar dirigida hacia los ideales de la independencia y la benevolencia".
Wollstonecraft se ha convertido en el desencantado de Imlay no solo por su desdeñosa actitud hacia ella, sino también a causa de su codicia. A través de su obra, Wollstonecraft atribuye a las críticas del comercio para el anónimo amante que la ha traicionado a ella:

Un hombre deja de amar a la humanidad y, a continuación, los individuos, ya que con los avances en la persecución después de riqueza; como uno choca con su interés, los otros con sus placeres: a las empresas, como es denominado, cada cosa debe ceder el paso; no sacrificado, y todo el entrañable ciudadano de beneficencia, esposo, padre, hermano, se vacían los nombres.

Durante todo el texto, contrasta el carácter constructivo, con la imaginación creadora del comercio destructivo. Al asociar la comercialización con el amante anónimo en el texto, Wollstonecraft fue también directamente a la censura de Imlay, que ella cree lo que es más cuidadoso para su negocio de especulaciones que es para ella y para su hija.

### Revolución y progreso
Wollstonecraft gastó varias secciones de Cartas escritas en Suecia especularmente en el tema de la política social, la revolución y el esbozo de una trayectoria para el progreso de la civilización. En la comparación de Noruega con Gran Bretaña y Francia, por ejemplo, se sostiene que los noruegos están más progresista porque tienen una libertad de prensa, adoptada por la toleración religiosa, distribuyendo equitativamente sus tierras y teniendo una población políticamente activa. Sin embargo, su descripción de Noruega en la "edad de oro" se volvió menos creíble después de que ella descubrió que el país no contaba con universidades o científicos.
En muchos sentidos la sociedad de Noruega incorporó a los británicos radicales ya que eran lo ideal de un "pequeño productor de la sociedad, su riqueza suficientemente dispersos para garantizar la igualdad aproximada", similar a lo que Wollstonecraft había esbozado en Vindicación de los derechos del hombre(1790). Después de un cuidadoso examen de cómo mejorar los problemas sociales y políticos en los lugares que visitó, Wollstonecraft llegó a la conclusión de que el progreso social debe ser con gran medida “natural”. Ella sostiene que cada país tiene que encontrar su propio camino para mejorar, que la revolución democrática no puede ser impuesta a un pueblo. Ella cree que las clases bajas y la yeomen fueron los más prometedoras "fuente potencial de transformación social revolucionaria". Implícita en su evaluación, sin embargo, fue una burguesa condescendencia; considera que las clases bajas como un grupo aparte de ella misma, en un punto que describe su comportamiento como "pintoresco".

### Español e inglés
- Favret, Mary. Correspondencia romántica: Mujer, Cartas políticas y ficcionarias. Cambridge: Universidad de Cambridge Press, 1993. ISBN 0-521-41096-7.
- Furniss, Tom. "Revolución francesa de Mary Wollstonecraft". La compasión de Cambridge a Mary Wollstonecraft Ed. Claudia L. Johnson. Cambridge: Universidad de Cambridge Press, 2002. ISBN 0-521-78952-4.
- Godwin, William. Memorias del autor de una vindicación de los Derechos de la Mujer. Eds. Pamela Clemit and Gina Luria Walker. Peterborough: Broadview Press, 2001. ISBN 1-55111-259-0.
- Holmes, Richard. "Introducción". Una pequeña estancia en Suecia, Noruega y Dinamarca sobre las Memorias del Autor en una vindicación de los derechos de la mujer. New York: Penguin Books, 1987. ISBN 0-14-043269-8.

### Inglés
- Jacobus, Mary. "In Love With a Cold Climate: Traveling with Wollstonecraft". First Things: Reading the Maternal Imaginary. New York and London: Routledge, 1995. ISBN 0-415-90383-1.
- Jones, Chris. "Mary Wollstonecraft's Vindications and their political tradition". The Cambridge Companion to Mary Wollstonecraft Ed. Claudia L. Johnson. Cambridge: Cambridge University Press, 2002. ISBN 0-521-78952-4.
- Kaplan, Cora. "Mary Wollstonecraft's reception and legacies". The Cambridge Companion to Mary Wollstonecraft Ed. Claudia L. Johnson. Cambridge: Cambridge University Press, 2002. ISBN 0-521-78952-4.
- Kelly, Gary. Revolutionary Feminism: The Mind and Career of Mary Wollstonecraft. New York: St. Martin's, 1992. ISBN 0-312-12904-1.
- Mills, Sara. "Written on the landscape: Mary Wollstonecraft's Letters Written During a Short Residence in Sweden, Norway, and Denmark." Romantic Geographies: Discourses of Travel, 1775-1844. Ed. Amanda Gilroy. Manchester: Manchester University Press, 2000. ISBN 0-7190-5785-X.
- Moore, Jane. "Plagiarism with a Difference: Subjectivity in 'Kubla Khan' and Letters Written during a Short Residence in Sweden, Norway and Denmark". Beyond Romanticism. Ed. Stephen Copley and John Whale. London: Routledge, 1992. ISBN 0-415-05201-7.
- Moskal, Jeanne. "The Picturesque and the Affectionate in Wollstonecraft's Letters from Norway". Modern Language Quarterly 52 (1991): 263–294.
- Myers, Mitzi. "Wollstonecraft's Letters Written . . . in Sweden: Towards Romantic Autobiography". Studies in Eighteenth-Century Culture 8 (1979): 165-85.
- Nyström, Per. "Mary Wollstonecraft's Scandinavian Journey". Acts of the Royal Society of Arts and Letters of Gothenburg, Humaniora 17 (1980).
- Parks, George B. "The Turn to the Romantic in the Travel Literature of the Eighteenth Century". Modern Language Quarterly 25 (1964): 22–33.
- Poovey, Mary. The Proper Lady and the Woman Writer: Ideology as Style in the Works of Mary Wollstonecraft, Mary Shelley and Jane Austen. Chicago: University of Chicago Press, 1984. ISBN 0-226-67528-9.
- Ryall, Anka and Catherine Sandbach-Dahlström. Mary Wollstonecraft's Journey to Scandinavia: Essays. Stockholm: Almqvist & Wiksell Internations, 2003. ISBN 91-22-02018-7.
- Sapiro, Virginia. A Vindication of Political Virtue: The Political Theory of Mary Wollstonecraft. Chicago: University of Chicago Press, 1992. ISBN 0-226-73491-9.
- Swaab, Peter. "Romantic Self-Representation: The Example of Mary Wollstonecraft's Letters in Sweden". Mortal pages, Literary Lives: Studies in Nineteenth-Century Autobiography. Ed. Vincent Newey and Philip Shaw. Aldershot: Scholar Press, 1996. ISBN 1-85928-206-7.
- Taylor, Barbara. Mary Wollstonecraft and the Feminist Imagination. Cambridge: Cambridge University Press, 2003. ISBN 0-521-66144-7.
- Todd, Janet. Mary Wollstonecraft: A Revolutionary Life. London: Weidenfeld and Nicholson, 2000. ISBN 0-231-12184-9.

### Reimpresiones modernas
- Wollstonecraft, Mary. The Complete Works of Mary Wollstonecraft. Ed. Janet Todd and Marilyn Butler. 7 vols. London: William Pickering, 1989. ISBN 0-8147-9225-1.
- Wollstonecraft, Mary and Godwin, William. A Short Residence in Sweden, Norway and Denmark and Memoirs of the Author of 'The Rights of Woman'. Ed. Richard Holmes. London: Penguin Books, 1987. ISBN 0-14-043269-8.
- Wollstonecraft, Mary. Letters Written during a Short Residence in Sweden, Norway, and Denmark. Ed. Carol H. Poston. Lincoln: University of Nebraska Press, 1976. ISBN 0-8032-0862-6